# Napiętnowana
Napiętnowana (ang. The Cheat) – amerykański film niemy z 1923 w reżyserii George'a Fitzmaurice'a. Nie zachował się do dziś.

## Obsada
- Pola Negri – Carmelita De Cordoba
- Jack Holt – Dudley Drake
- Charles de Rochefort – Claude Mace a/k/a Prince Rao-Singh Charles De Roche
- Dorothy Cumming – Lucy Hodge
- Robert Schable – Jack Hodge
- Charles A. Stevenson – Horace Drake
- Helen Dunbar – Duenna
- Richard Wayne – Defense Attorney
- Guy Oliver – District Attorney
- Edward Kimball – Judge
- Charles Farrell – Bit part